# Mauro Nesti
Pour les articles homonymes, voir Nesti.
Mauro Nesti (né le 12 août 1935 à San Marcello Pistoiese et mort le 13 novembre 2013  à Bardalone) est un pilote automobile de courses de côte italien.

## Biographie
Mauro Nesti débuta en 1953 par des compétitions motocyclistes transalpines.
À partir de 1963, il se consacra aux seules courses automobiles, remportant un total de plus de 450 coupes et trophées, dont 205 dans le seul championnat d'Italie de la montagne (record, devant  Ezio Baribbi 104).
Il participa aussi un temps aux championnats d'Italie de vitesse (sur Abarth 850, en 1963), et de Formule 3 à plusieurs reprises (sur Tecno).
Il obtint son dernier succès en 1991 à 56 ans, lors de la 26e édition de la Coppa Bruno Carotti à Rieti (montagne). Il est le pilote qui a remporté le plus de victoires dans le Campionato Italiano Velocità Montagna (it) (205, largement devant Ezio Baribbi (it) qui compte 104 coupes absolues).
Il arrêta définitivement la compétition en 2000, à la suite d'un séreux accident en course à Asiago, ne participant plus qu'épisodiquement à des manifestations "Historiques".

## Palmarès

### Titres
- Nonuple Champion d'Europe de la montagne (pilote européen le plus titré, en Catégorie Racing Car (5), puis Catégorie II (4)), en 1975, 1976 et 1977 (sur Lola T294/T296-BMW), puis en 1983, 1984, 1985, 1986, 1987 et 1988 (sur Osella PA9 BMW);
- 16 titres de Champion d'Italie de la montagne;
- 1 titre de Champion d'Italie sur piste (circuits), en 1984;
  - Quadruple vice-champion d'Europe de la montagne, en 1973, 1974, 1978 et 1979.

### Victoires enchampionnat d'Europe de courses de côte
(plus de 70 succès en 20 ans)
- 1972, 1973, 1986, 1988, 1989: Cesana Sestrieres;
- 1973, 1975, 1976, 1977, 1979, 1980, 1981: Trento Bondone;
- 1974, 1976, 1978, 1982, 1983: coppa Silla (Cosenza);
- 1975, 1976, 1977, 1978: Dobratsch;
- 1975, 1977, 1979, 1981: Bolzano Mendola;
- 1976, 1977, 1979: Serra da Estrela;
- 1976, 1977: col de la Botella;
- 1977, 1983: trofeo Scarfiotti (Macerata);
- 1977, 1979, 1984, 1986, 1988: coppa citta di Potenza;
- 1978, 1982, 1987: coppa Paolino Teodori (Ascoli, également vainqueur en 1972, 1973, 1979, 1981, 1983, 1986 et 1990[1]);
- 1978, 1981, 1982, 1983, 1984, 1985, 1986, 1988, 1990, 1991: coppa Bruno Carotti (Rieti, également vainqueur en 1972, 1973, 1974 et 1976);
- 1979, 1983, 1984, 1985, 1986, 1987, 1988: Montseny;
- 1982, 1983, 1984, 1985: Rechberg;
- 1983, 1986: Šternberk;
- 1983: St Ursanne/Les Rangiers;
- 1984: Popoli (Pescara);
- 1985, 1986, 1987, 1988, 1989: rampa da Falperra;
- 1985, 1987, 1989: Cefalu;
- 1987: Pecs.